# Селявное (Старохворостанское сельское поселение)
Селявное (Селявное Второе) — село в Лискинском районе Воронежской области, входит в состав Старохворостанского сельского поселения.
Неподалёку от села на Лысой горе находится могила Героя Советского Союза Чолпонбая Тулебердиева, закрывшего здесь своим телом амбразуру дзота в 1942 году.
Улицы:
- ул. Беговая
- ул. Героев
- ул. Дорожная
- ул. Краснодонская
- ул. Лесная
- ул. Мира
- ул. Овражная
- ул. Подгорная
- ул. Полевая
- ул. Садовая
- ул. Советская
- ул. Солнечная
- ул. Хмелевая
- ул. Центральная
- пер. Победы